# (2636) Lassell
(2636) Lassell es un asteroide perteneciente al cinturón de asteroides, descubierto el 20 de febrero de 1982 por Edward Bowell desde la Estación Anderson Mesa (condado de Coconino, cerca de Flagstaff, Arizona, Estados Unidos).

## Designación y nombre
Designado provisionalmente como 1982 DZ. Fue nombrado Lassell en honor al astrónomo inglés  William Lassell.